# Avenida Hunters Point (línea Flushing)
No confundirse con la Avenida Hunts Point (línea Pelham)
Avenida Hunters Point es una estación en la línea Flushing del Metro de Nueva York de la División A del Interborough Rapid Transit Company (IRT). La estación se encuentra localizada en el distrito Long Island City, Queens entre la Avenida 49 y la Calle 21. La estación es servida todo el tiempo por los trenes del servicio <7>.

## Enlaces externos

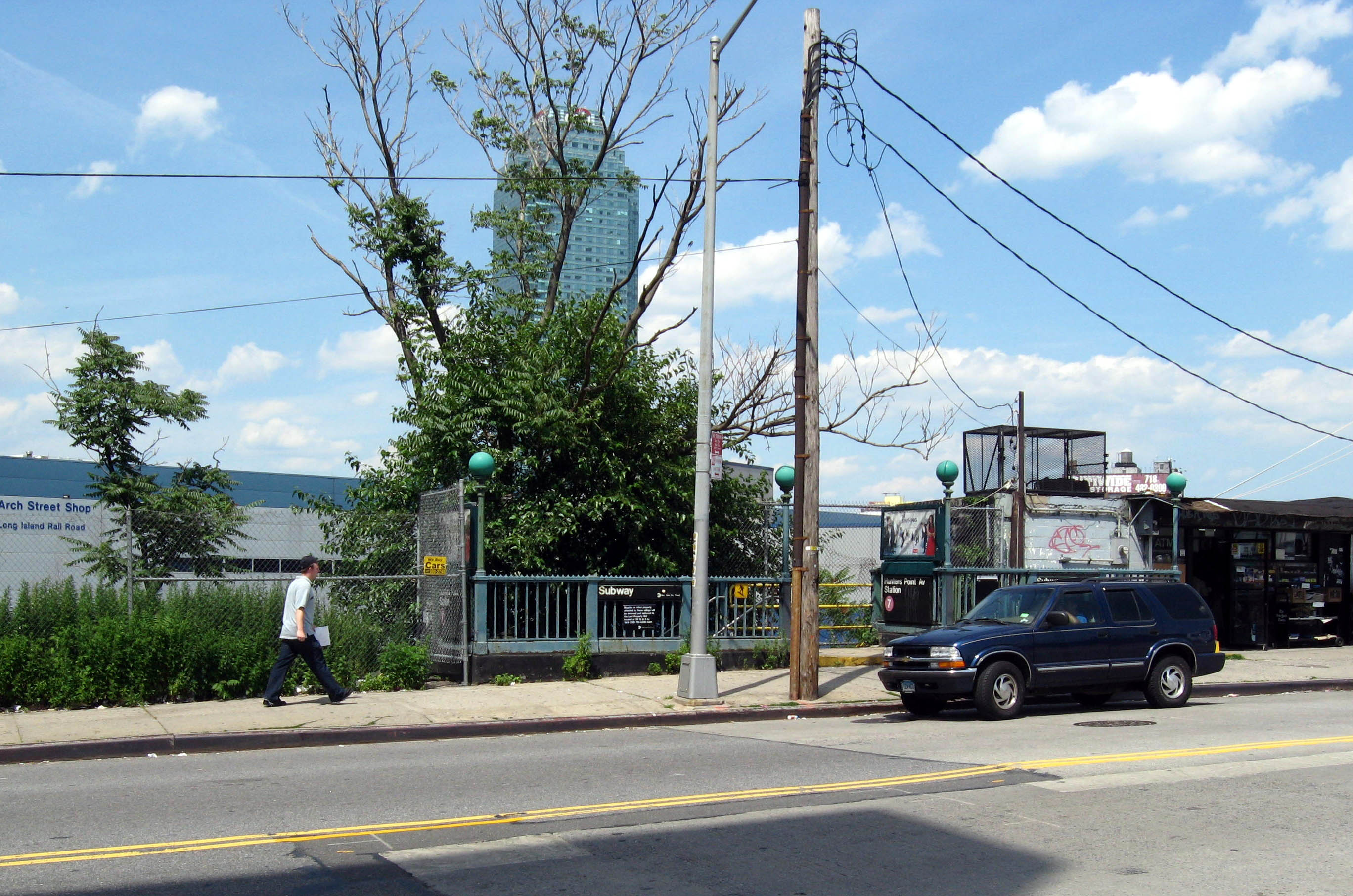
Escalera